# Awdy Kulyýew
Awdy Kulyýew (né le 30 juillet 1936 et mort le 10 avril 2007 à Oslo, Norvège), était un homme politique turkmène. Ministre des Affaires étrangères de 1990 à 1992.
En 1990, il devient le premier ministre des Affaires étrangères. Il en démissionne en 1992 pour protester contre le régime de plus en plus autoritaire de Saparmyrat Nyýazow. Il quitte alors le pays, et fonde en 2002, l'opposition turkmène unie donc il est le chef jusqu'à sa mort.
Il meurt le 10 avril 2007 à Oslo des suites d'une opération de l'estomac.